# Petostruka veza
Petostruka veza u hemiji je neobičan tip hemijske veze, koja je prvi put opisana 2005. za jedno dihromno jedinjenje. Jednostruke, dvostruke, i trostruke veze su uobičajene u hemiji. Četvorostruke veze su ređe, mada su prisutne kod jedinjenja hroma, molibdena, volframa i renijuma, npr.  i . U petostrukoj vezi, deset elektrona učestvuje u vezivanju dva metalna centra. One su alocirane kao σ2π4δ4.
U nekim slučajevima veza visokog reda između atoma metala, metal-metal vezivanje je posredovano ligandima koji vezuju dva metalna centra i umanjuju interatomsko rastojanje. Nasuprot tome, hromni dimer sa petostrukom vezom je stabilizovan glomaznim terfenil (2,6-[(2,6-diizopropil)fenil]fenil) ligandima. Kompleks je stabilan do 200 °. Hrom-hrom petostruka veza je bila analizovana putem multireferentnih ab-initio i DFT methoda, koji su takođe korišteni za određivanje uloge terfenilnih liganda. Pokazano da bočne aril grupe formiraju veoma slabe interakcije sa atomima hroma, što uzrokuje malo slabljenje petostruke veze. Jedna teoretska studija iz 2007. je identifikovala dva globalna minimuma kod petostruko vezanih RMMR jedinjenja.